# Georg Winkler
Georg Winkler, magyaros névalakban Winkler György (Arad, 1773 körül – Kolozsvár, 1836. augusztus 16.) kolozsvári építőmester, a klasszicista építési stílus egyik meghonosítója a városban, a korszakban a környék egyik legjelentősebb mestere, a városi nagytanács tagja.

## Élete
Aradról telepedett át Kolozsvárra, Anton és Filip nevű testvérei szintén Kolozsváron dolgoztak építőmesterként. 1818-ban lett a város polgára, ekkor már emeletes háza volt a Monostorkapun kívül. A következő évben centumpáterré választották. 1820-ban a Belső Szén utcában vásárolt házat. 
Hatvanhárom évesen, az 1836-os kolerajárvány idején hunyt el. 

## Munkássága

### Új épületek
- 1816: Kolozsvár, Bethlen Ferencné háza
- 1816–1829: Kolozsvár, evangélikus templom
- 1817–1818: Kolozsvár, Wesselényi István háza
- 1817–1821: Kolozsvár, Királyi Lyceum
- 1819–1821: Kolozsvár, belső nagymalom
- 1832 körül: Kolozsvár, Kendeffy-ház[1]
- 1829–1836: Kolozsvár, Kétágú templom
- 1830: Csákigorbó, cukorgyár
- 1834–1836: Kolozsvár, Szent György-laktanya
- 1834: Kolozsvár, libucgáti malom

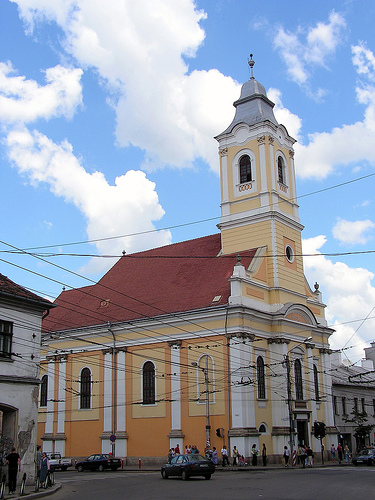
Evangélikus templom
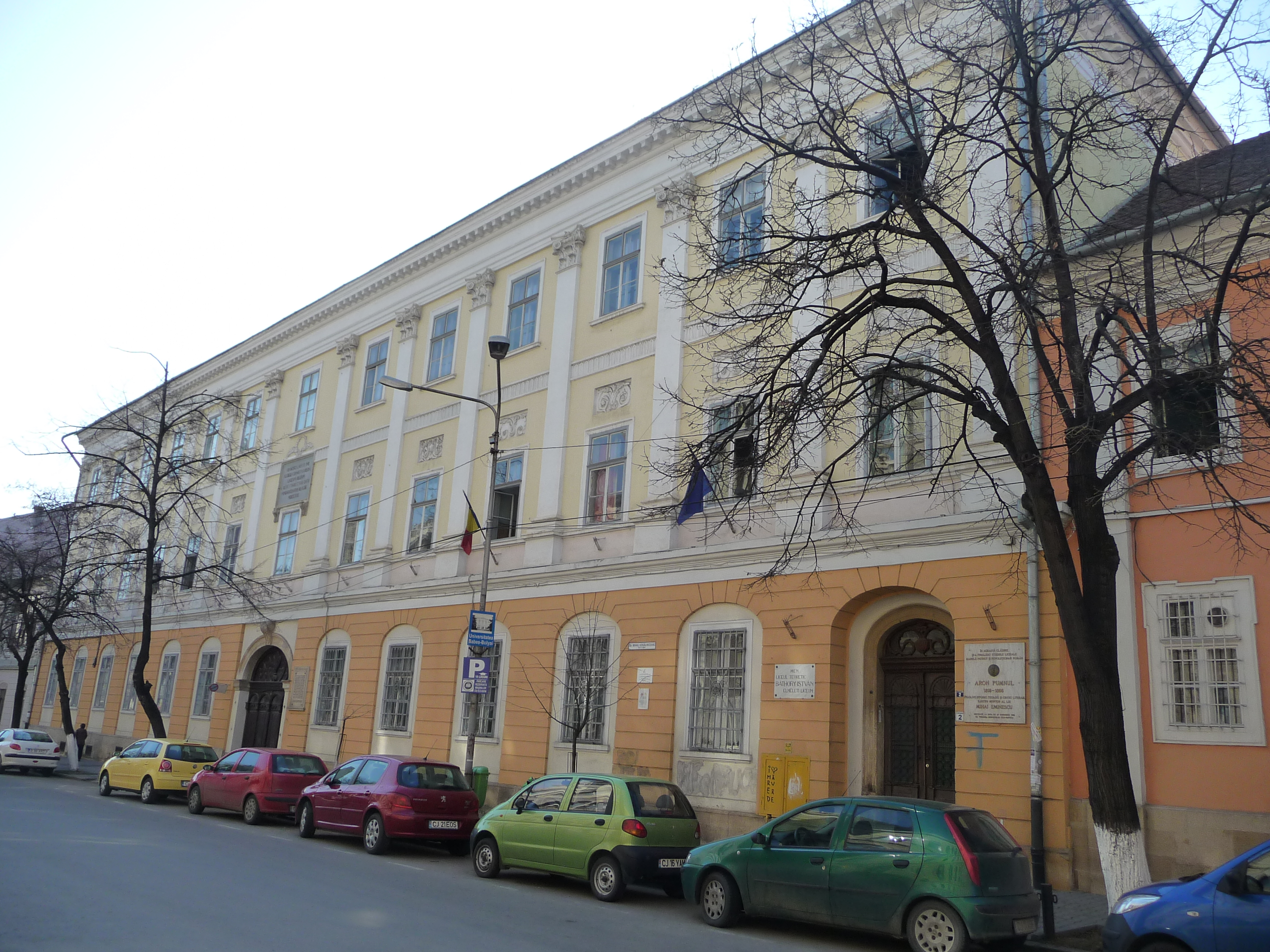
Királyi Lyceum
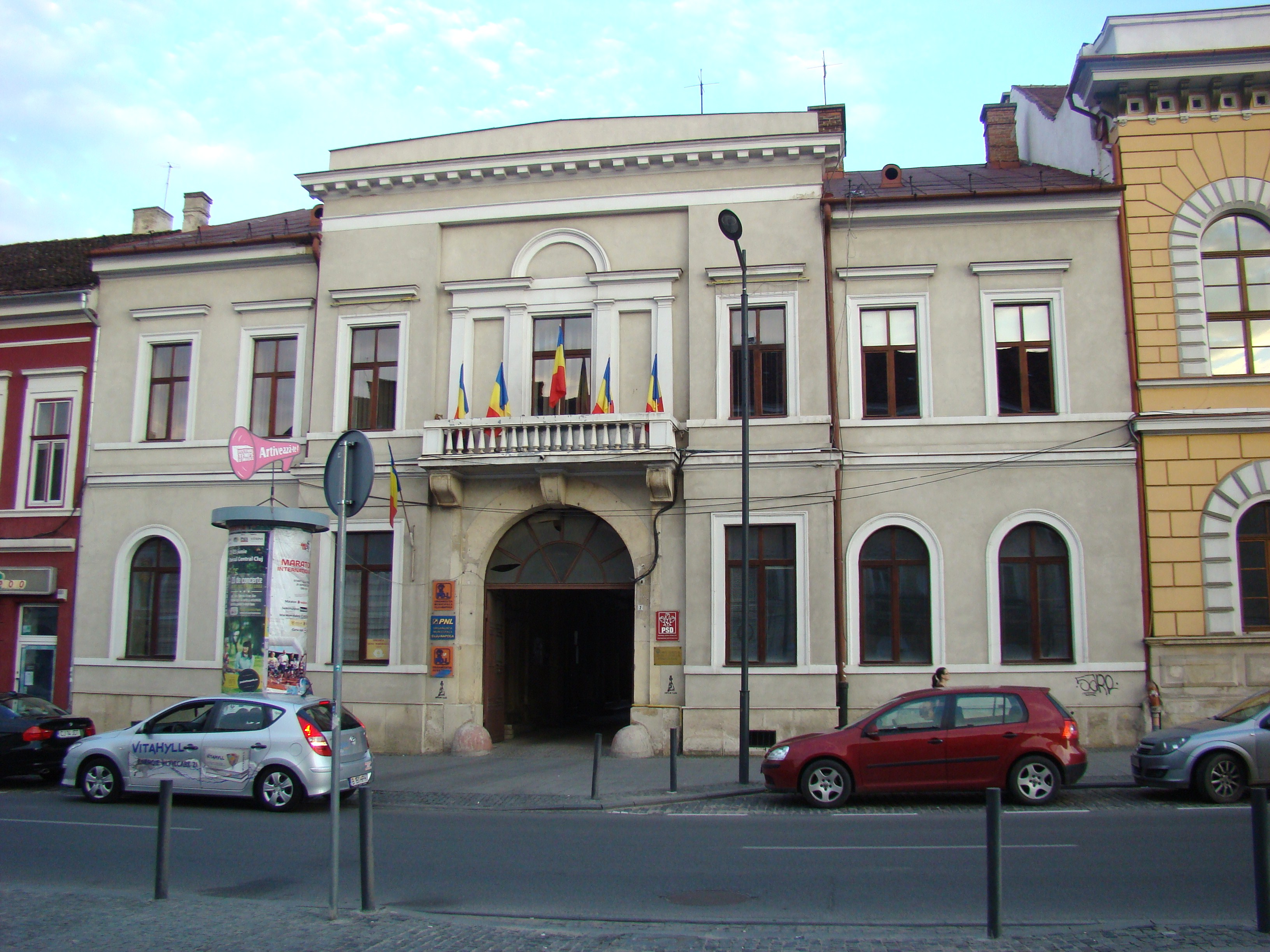
Kendeffy-ház
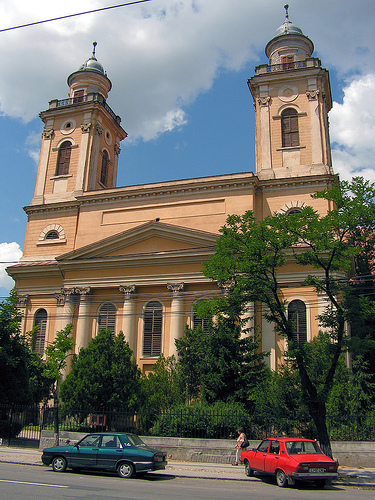
Kétágú templom
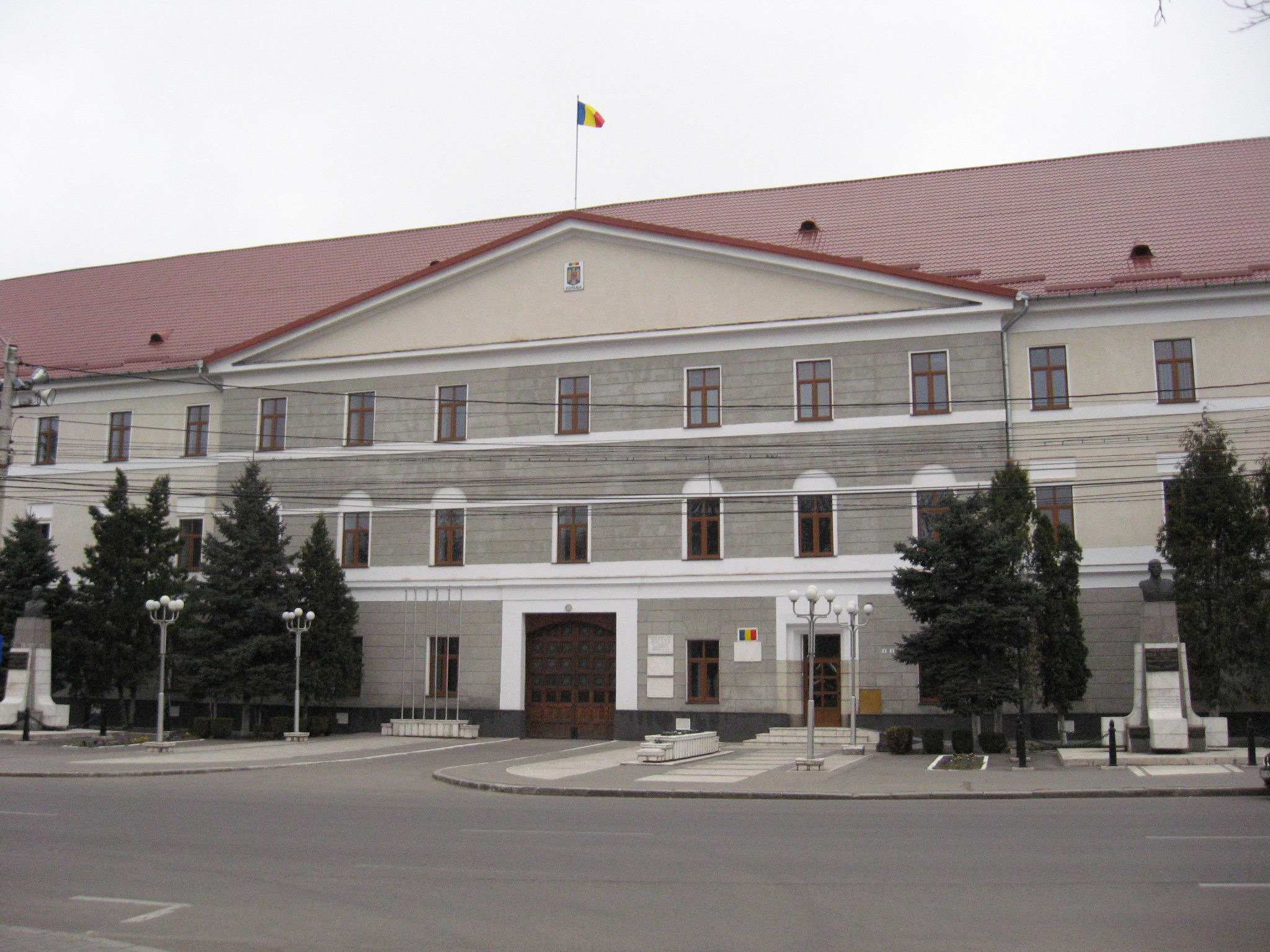
Szent György-laktanya

### Felújítások
- 1815: a zsibói Wesselényi-kastélyban Cserei Ilona szobája
- 1815–1836: Kolozsvár, Pataki–Teleki-ház
- 1818: Kolozsvár, a Torony (tömlöc)
- 1824–1825, 1830: Kolozsvár, Redut
- 1824–1826: Kolozsvár, sörház
- 1824: Kolozsvár, a Hunyadi-örökösök főtéri háza
- 1826: Kolozsvár, a Hídkapu előtti kőhíd bolthajtása
- 1830: Kolozsvár, katonakórház
- 1831–1832: Kolozsvár, Németek pallója
- 1832: Kolozsvár, kolerakórház

### Egyéb
- 1817, Kolozsvár, Karolina-oszlop tervezése[2]
- 1820: Kolozsvár, Óvári bástya lebontatása
- 1821: Kolozsvár, a Szamos hídjának felülvizsgálata és újjáépítési terve
- 1822: Szászcsanád, értékbecslés Bánffy György számára
- 1823: Kolozsvár, a belső malom mellé épülő kovácsház költségvetése
- 1824: Kolozsvár, értékbecslés Schmidt Ádám patikus házáról
- 1826: Kolozsvár, városháza tervezése
- 1826: Kolozsvár, mázsálóház tervének véleményezése
- 1826: Kolozsvár, régi tanácsház felülvizsgálata
- 1827: Kolozsvár, a praetoriális ház tervezése
- 1828: Kolozsvár, a Redut kéményének felülvizsgálata
- 1828: Kolozsvár, Zakariás Antal házának felülvizsgálata
- 1829–1830: Kolozsvár, a sörfőzőhöz szekérszín és istálló tervezése
- 1831: Kolozsvár, berki négyköves malom tervezése
- 1831: Kolozsvár, régi sörház falának bontása
- 1834: Pálfalva, granárium tervezése